# Сирен, Кайя
Катри (Кайя) Анна-Майя Хелена Сирен (фин. Katri (Kaija) Anna-Maija Helena Siren, в девичестве Туоминен, Tuominen, 23 октября 1920, Котка — 15 января 2001, Хельсинки) — финская женщина-архитектор. Супруга архитектора Хейкки Сирена (1918—2013), сына Йохана Сирена. Соавтор большей части проектов мужа.

## Биография
Родилась 23 октября 1920 года в Котка (ныне область Кюменлааксо) в семье Туоминен. Сестра Кайи, Сиркка Туоминен (род. 1944) стала женой харизматического политика, лидера популистской Финской сельской партии и кандидата в президенты на выборах 1968 года Вейкко Веннамо.
В 1948 году окончила Технологический университет в Хельсинки по специальности архитектор. В 1949 году Кайя и её муж Хейкки Сирен основали своё архитектурное бюро. Кайя — соавтор большей части проектов мужа. Среди проектов семейного бюро — постройки в русле позднего модернизма: малая сцена Финского национального театра (1954), кампус Хельсинкского технологического университета в Отаниеми (часовня, 1957 и другие здания), церковь в Оривеси (1961), Концертный зал и Конгресс-центр «Брукнерхаус» в Линце, Австрия (1969—1973), Дворец конгрессов в Багдаде, Ирак (1982).
Родила 4 детей. Её дети: Юкка (род. 9 марта 1950), архитектор, Ханну (род. 10 сентября 1953), скульптор, Кирси (в замужестве Aropaltio, род. 14 мая 1945), театральная женщина-режиссёр, директор детского театра «Подкова» в Эспоо, Сара (в замужестве Popovits, 1947—2002), сценограф и промышленный дизайнер, магистр искусств.
Умерла 15 января 2001 года в Хельсинки. Похоронена на кладбище Хиетаниеми.

Проекты Кайи и Хейкки Сирен
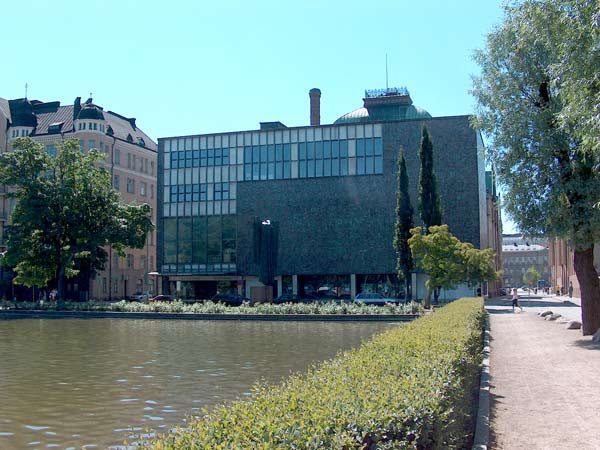
Малая сцена Финского национального театра (1954)
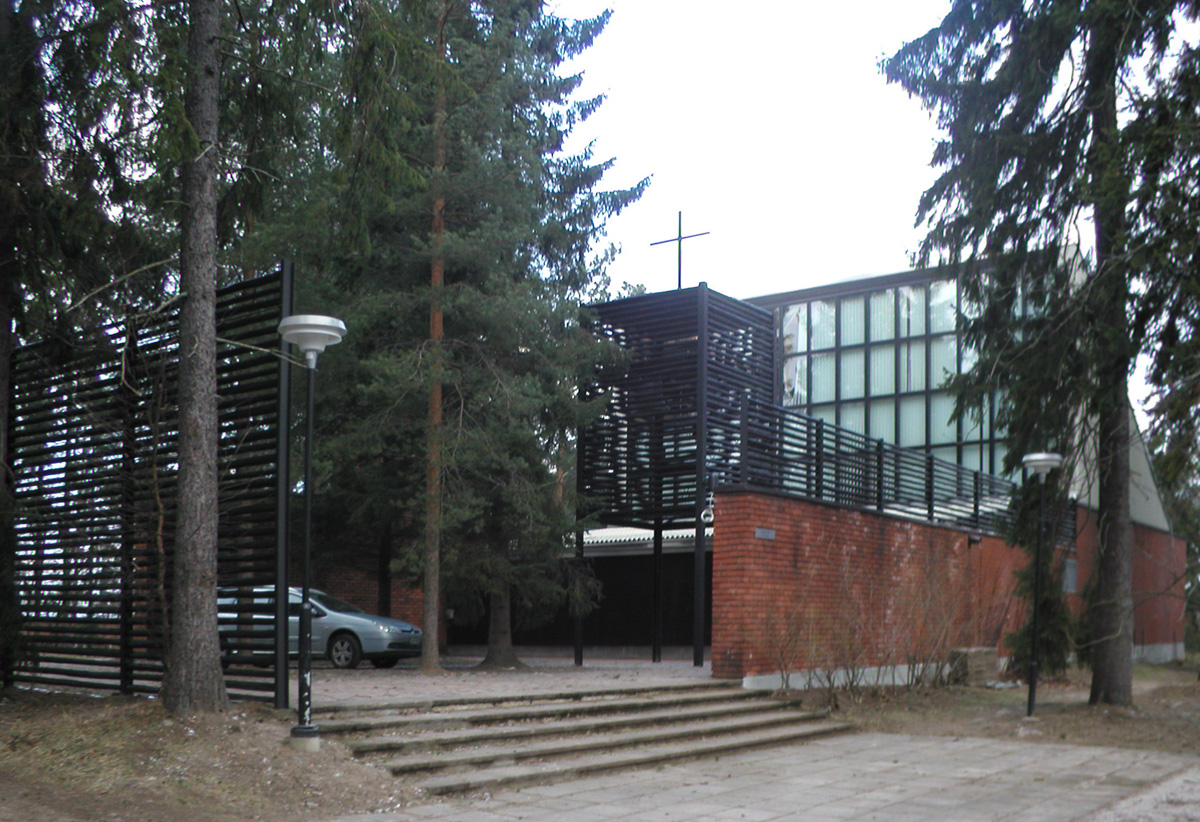
Часовня Отаниеми[англ.] (1957)
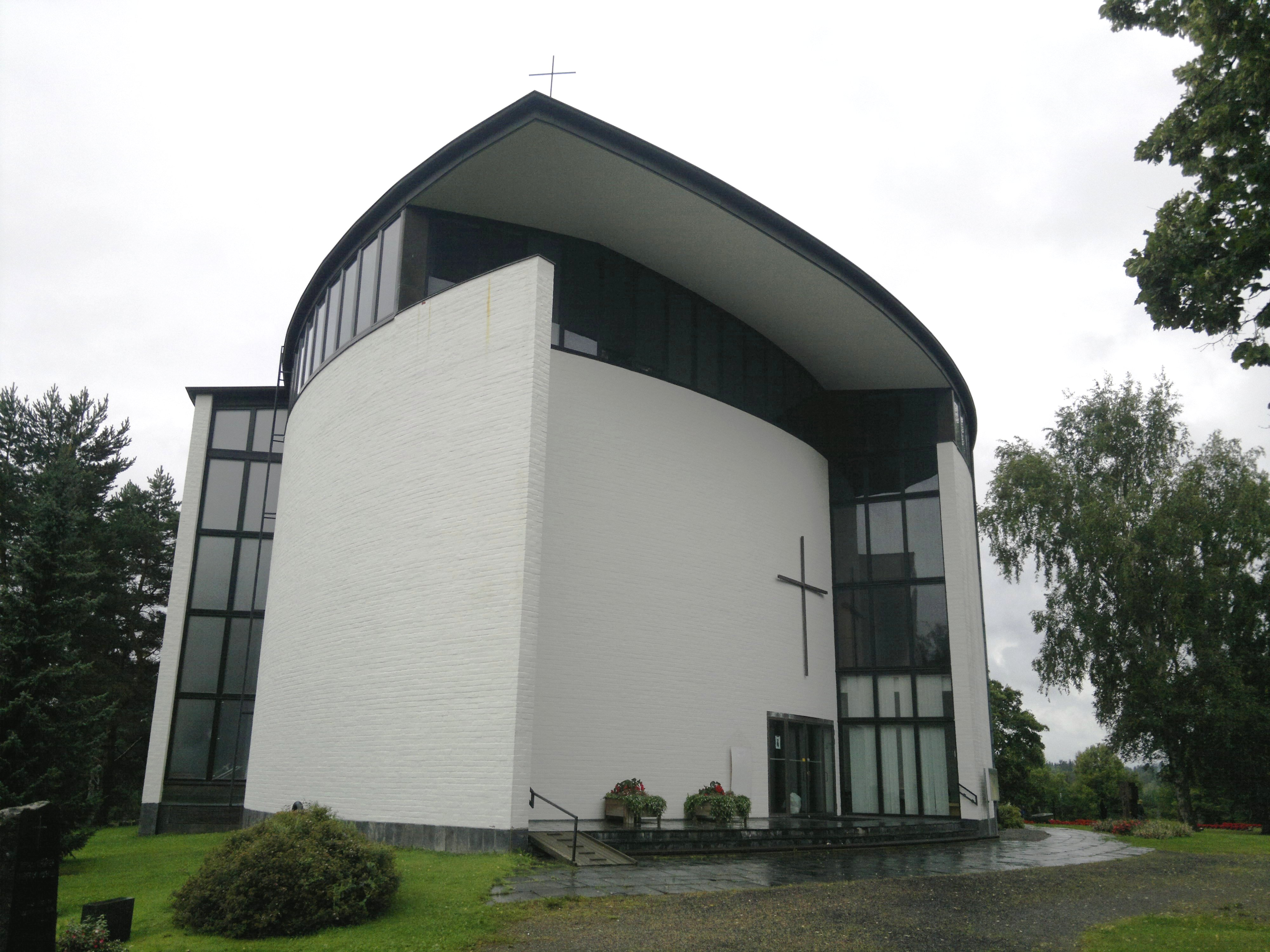
Церковь[фин.] в Оривеси (1961)
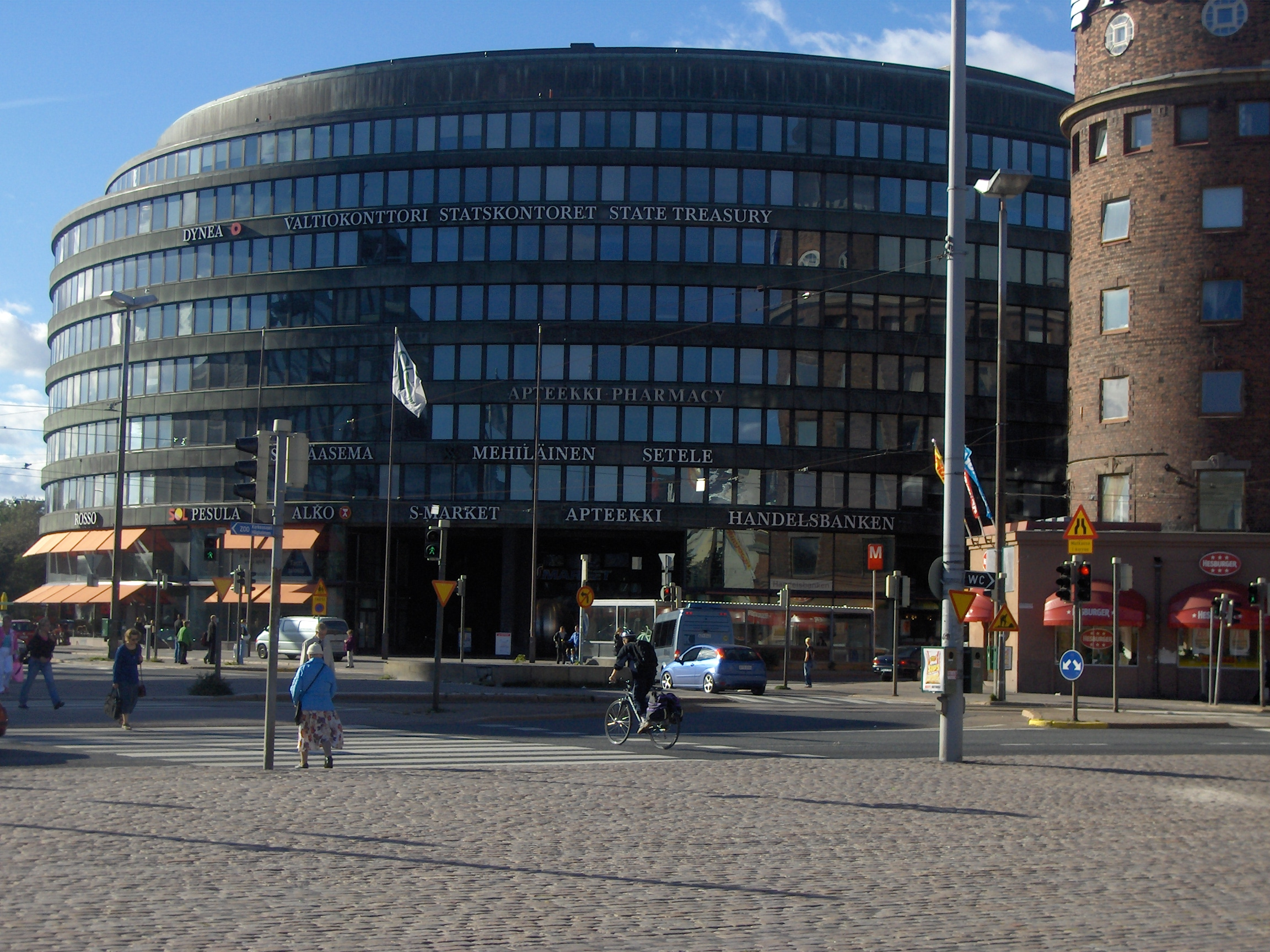
Юмпюрятало[англ.] (Круглый дом), Хаканиеми, Хельсинки
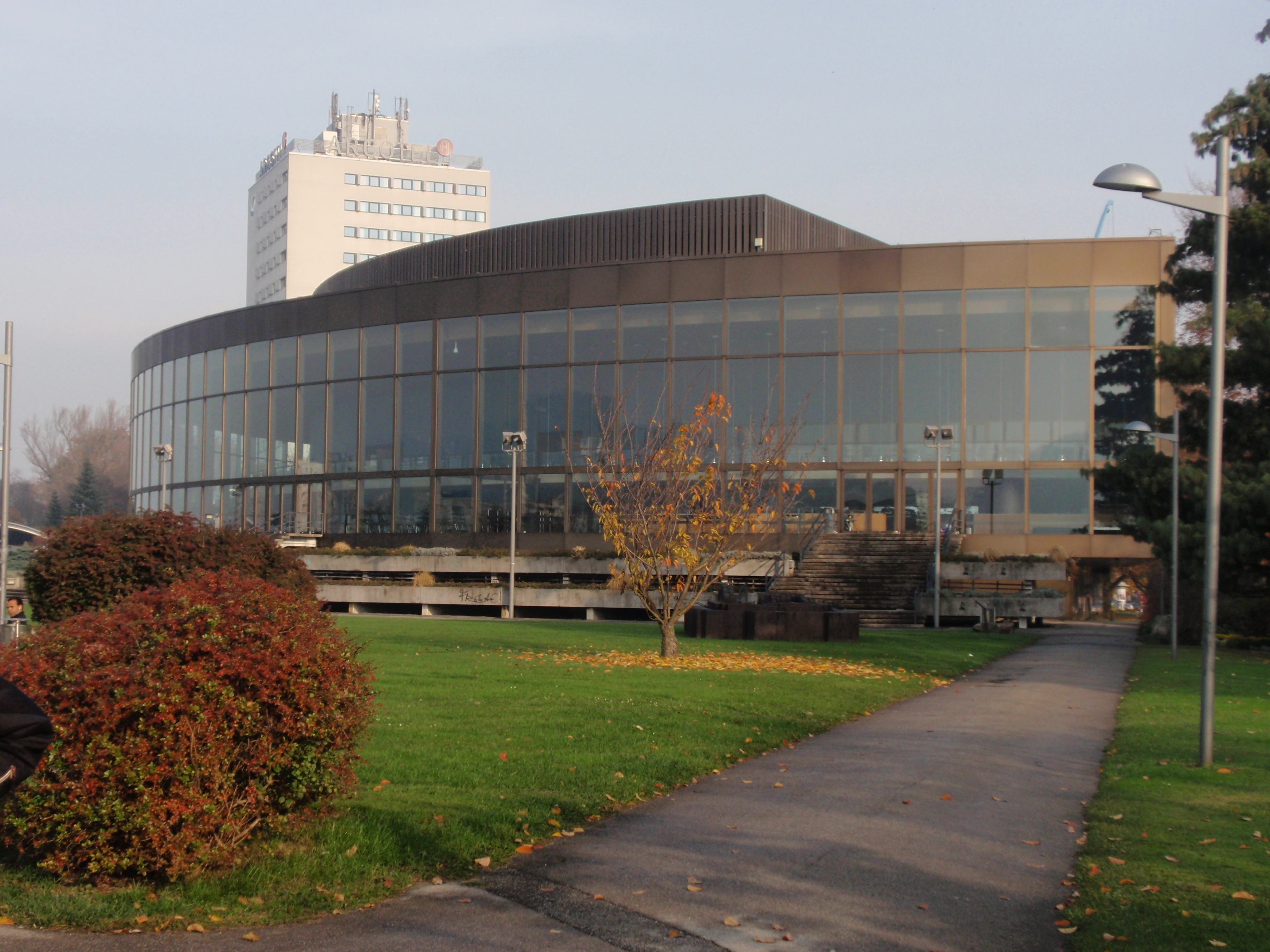
Концертный зал и Конгресс-центр «Брукнерхаус»[англ.] в Линце, Австрия (1969—1973)
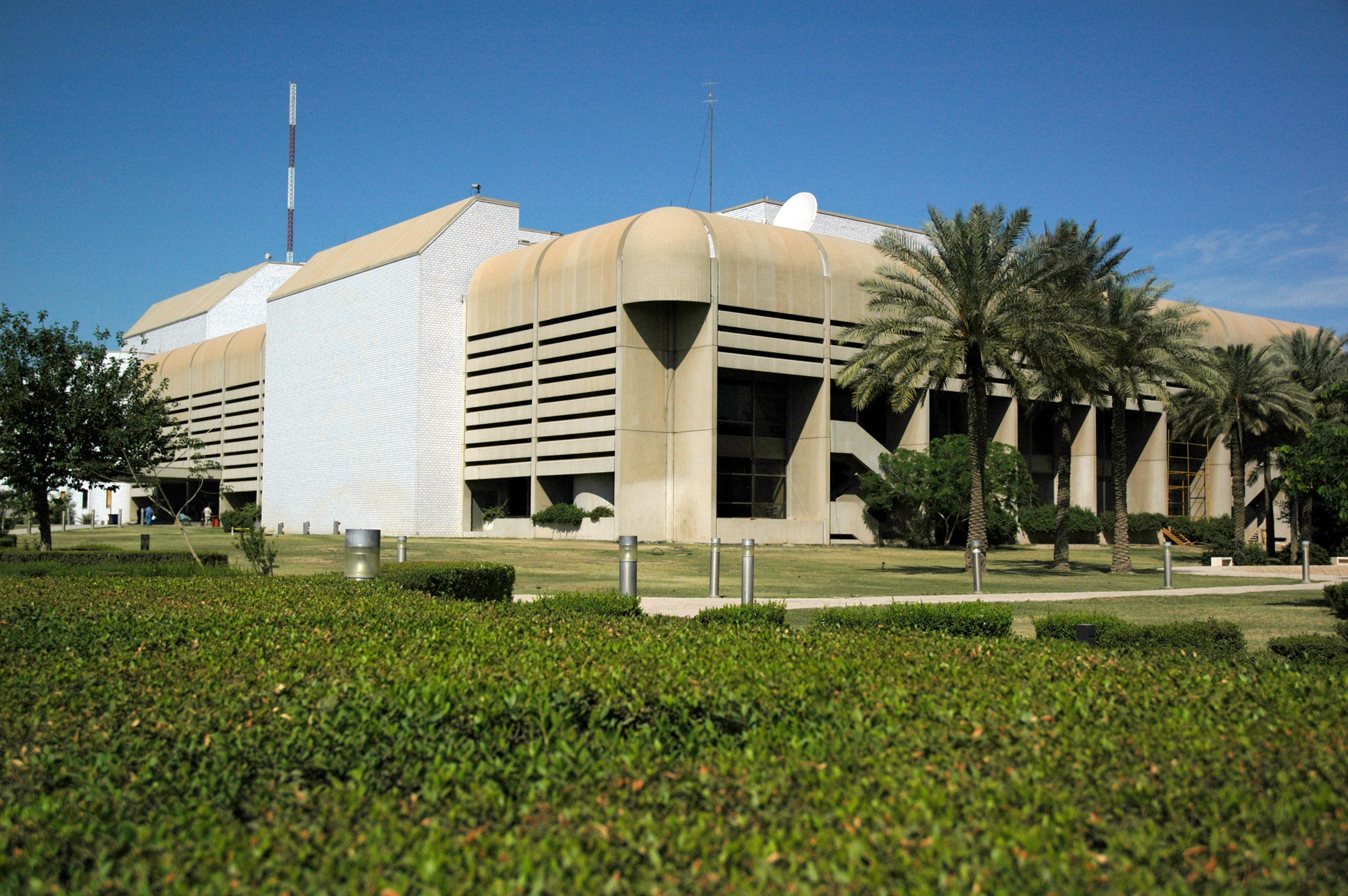
Дворец конгрессов[фин.] в Багдаде, Ирак (1982)
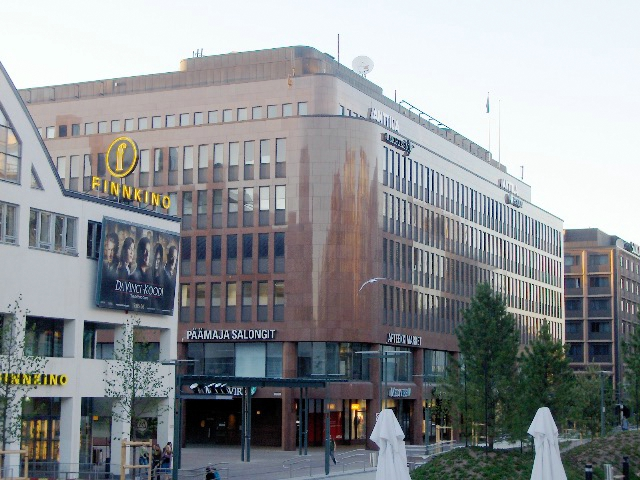
Гранииттитало[фин.] (Гранитный дом), Хельсинки